# Keren Riquelme
Keren L. Riquelme Cabrera (Camuy, 8 de enero) se desempeñó como senadora por acumulación desde el 2020-2024. 

## Vida
Miembro del Partido Nuevo Progresista, Riquelme fue elegida en una elección especial celebrada en agosto de 2020 para sustituir al senador Larry Seilhamer Rodríguez. Juramentó como senadora el 8 de septiembre. Fue reelecta en las elecciones de noviembre de 2020 derrotando al senador popular Aníbal José Torres para asegurar la última posición como senadora por acumulación. Antes de ser senadora fue profesora en la Universidad de Puerto Rico en Aguadilla. En 2022 presentó un plan para frenar el éxodo de médicos de la isla. 
Riquelme es hija de la pastora y profesora de ciencias Carmen G. Cabrera.

## Historial electoral
| Año  | Cargo                    | Tipo      | Partido | Partido | Votos   | %     | Posición | Resultado |
| ---- | ------------------------ | --------- | ------- | ------- | ------- | ----- | -------- | --------- |
| 2020 | Senadora por acumulación | Generales |         | PNP     | 186,987 | 70.44 | 1.ª      | Electa    |
| 2020 | Senadora por acumulación | Generales |         | PNP     | 63,154  | 5.21  | 11.ª     | Reelecta  |
| 2024 | Senadora por acumulación | Generales |         | PNP     | 67,953  | 6.15  | 12.ª     | Derrotada |